# 徐进良
徐进良（1966年—），中国安徽人，华北电力大学教授，中国教育部长江学者特聘教授，长期从事动力工程、材料科学和化学交叉的多相流研究。

## 生平
徐进良教授于1995年获得西安交通大学热能工程博士学位。1995至1997年，在清华大学从事博士后研究，1997年至2002年，在美国从事访问研究。2009年，进入华北电力大学，先后任可再生能源学院院长及能源动力与机械工程学院院长。

## 荣誉与奖项
- 中国教育部长江学者特聘教授
- 中国科技部973项目首席科学家
- 中国政府特殊津贴
- 中国国家“百千万”人才工程专家